# Нове Кольне
Нове Кольне (пол. Nowe Kolnie, нім. Neu Köln) — село в Польщі, у гміні Любша Бжезького повіту Опольського воєводства.
Населення — 166 осіб (2011).

## Демографія
Демографічна структура станом на 31 березня 2011 року:
|          | Загалом | Допрацездатний вік | Працездатний вік | Постпрацездатний вік |
| -------- | ------- | ------------------ | ---------------- | -------------------- |
| Чоловіки | 86      | 26                 | 57               | 3                    |
| Жінки    | 80      | 16                 | 48               | 16                   |
| Разом    | 166     | 42                 | 105              | 19                   |